# Schopfgibbons

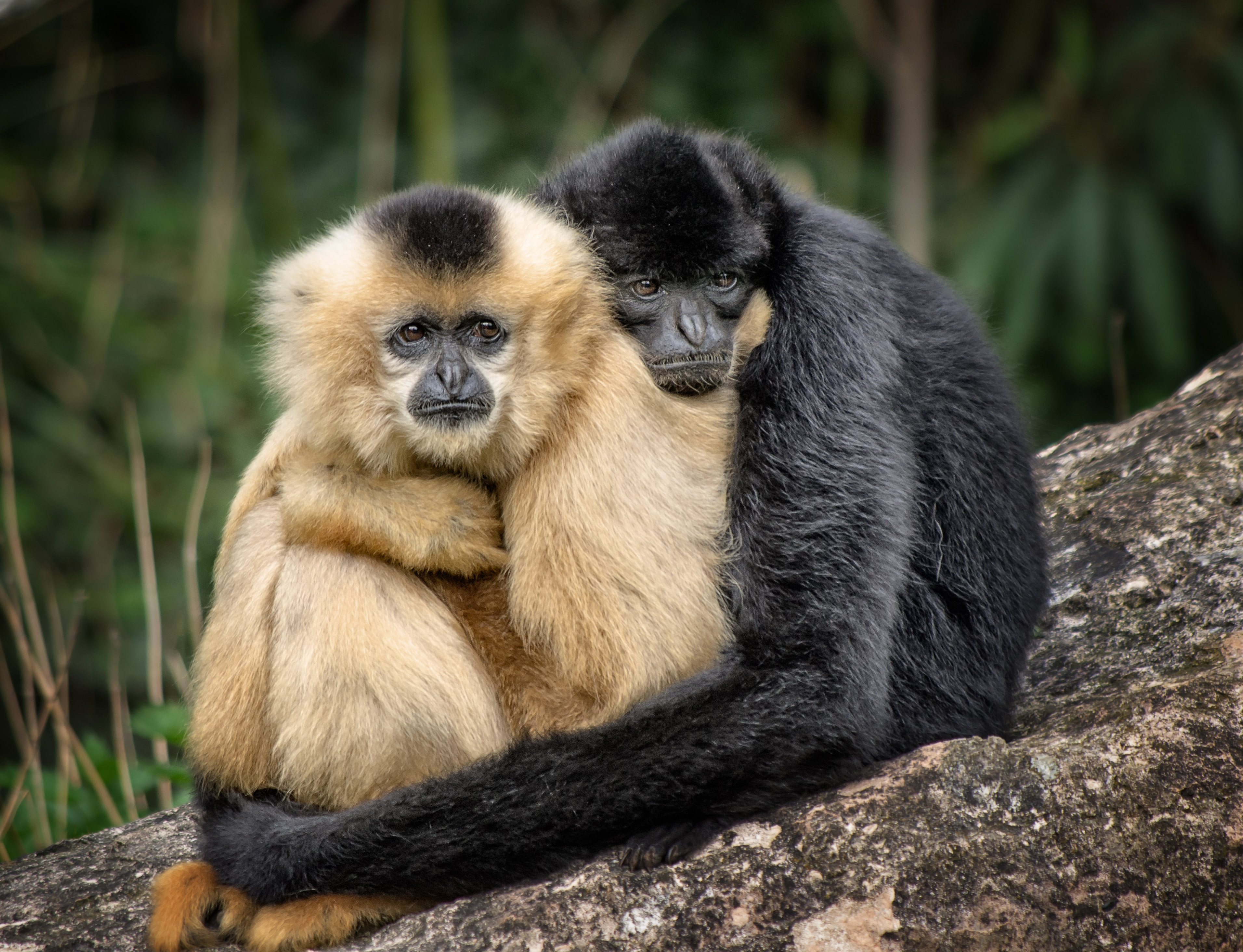
Bei den Schopfgibbons sind die Weibchen gelbbraun und die Männchen schwarz gefärbt.

Die Schopfgibbons (Nomascus) sind eine Primatengattung aus der Familie der Gibbons (Hylobatidae). Sie umfassen sieben Arten.

## Merkmale
Die Schopfgibbons weisen mit dem schlanken Körper, den stark verlängerten Armen und dem fehlenden Schwanz den typischen Körperbau aller Gibbons auf. Die Geschlechter sind annähernd gleich groß, unterscheiden sich aber meist hinsichtlich ihrer Fellfärbung. Männchen haben einen deutlich erkennbaren Haarschopf auf dem Kopf und sind vorwiegend schwarz gefärbt, bei manchen Arten sind weiße oder gelbe Wangenfelder vorhanden. Weibchen hingegen haben meist ein gelblich-braunes Fell mit einem dunklen Fleck auf dem Scheitel, manchmal können auch die Brust, die Finger und Zehen und andere Körperteile dunkler gefärbt sein. Sie sind nach dem Siamang die größten Gibbons; sie erreichen eine Kopfrumpflänge von rund 60 Zentimetern und ein Gewicht von 7 bis 8 Kilogramm.

## Verbreitung und Lebensraum
Die Schopfgibbons haben das nordöstlichste Verbreitungsgebiet aller Gibbons. Es umfasst das südliche China (heute nur mehr Yunnan und die Insel Hainan), Vietnam, Laos und das östliche Kambodscha. Der Mekong bildet (außer in Yunnan) die westliche Grenze ihres Verbreitungsgebietes. Wie alle Gibbons leben sie in tropischen Regenwäldern.

## Lebensweise
Diese Tiere sind wie alle Gibbons tagaktiv und leben in Familiengruppen, die sich aus einem Männchen, einem Weibchen und einem bis drei Jungtieren zusammensetzen. Sie sind Baumbewohner, die sich mittels Schwinghangeln (Brachiation) geschickt im Geäst vorwärtsbewegen. Die Gruppen bewohnen feste Territorien mit 30 bis 40 Hektar Größe. Wie fast alle Gibbonarten produzieren diese Tiere Duettgesänge, die der Markierung des Reviers und der Kontaktaufnahme zu den übrigen Familienmitgliedern dienen. Diese Gesänge sind verglichen mit anderen Gibbonarten jedoch relativ einfach und gleichförmig.
Die Nahrung dieser Tiere besteht vorwiegend aus Früchten, daneben nehmen sie auch Blätter, Blüten und manchmal Insekten zu sich.

## Fortpflanzung
Nach siebenmonatiger Tragzeit kommt ein einzelnes Jungtier zur Welt. Dieses ist – unabhängig vom Geschlecht – bei der Geburt goldgelb gefärbt und wird nach rund einem halben Jahr schwarz. Mit rund 5 bis 8 Jahren erreichen sie die Geschlechtsreife. Während die Weibchen in diesem Alter ihre helle Färbung erlangen, bleiben die Männchen schwarz.
Junge Schopfgibbons sind wie Männchen gefärbt, ihre Gesänge ähneln aber denen der Weibchen. Sie geben also widersprüchliche Informationen über ihr Geschlecht ab; die Gründe dafür sind noch nicht bekannt. Möglicherweise senken sie so ihre sexuelle Attraktivität, wodurch die Gefahr von Inzest verringert wird.

## Systematik

Die Verbreitungsgebiete der sieben Schopfgibbonarten
N. leucogenys
N. concolor
N. nasutus
N. siki
N. hainanus
N. annamensis
N. gabriellae

Die Schopfgibbons bilden die Schwestergruppe aller übrigen Gibbons. Früher wurden sie in der Gattung Hylobates geführt, heute jedoch meist als eigene Gattung Nomascus. Auch die Anzahl der Arten wurde durch genauere Untersuchungen nach oben korrigiert, heute werden sieben Arten unterschieden:
- Westlicher Schwarzer Schopfgibbon (N. concolor)
- Östlicher Schwarzer Schopfgibbon (N. nasutus)
- Hainan-Schopfgibbon (N. hainanus)
- Nördlicher Weißwangen-Schopfgibbon (N. leucogenys)
- Südlicher Weißwangen-Schopfgibbon (N. siki)
- Nördlicher Gelbwangengibbon (N. annamensis)
- Südlicher Gelbwangengibbon (N. gabriellae)

## Bedrohung
Alle Arten der Schopfgibbons sind in ihrem Bestand gefährdet. Noch vor rund 1000 Jahren waren Gibbons über einen Großteil Chinas verbreitet (bis zum Gelben Fluss) – es ist aber unklar, ob es sich dabei um Schopf- oder Weißbrauengibbons gehandelt hat. Heute sind sie auf den äußersten Süden zurückgedrängt und auch in den anderen Ländern ihres Verbreitungsgebietes sind die Bestände eingegrenzt. Hauptursache dafür ist die Zerstörung ihres Lebensraumes, hinzu kommt die Bejagung. Besonders bedroht ist der Östliche Schwarze Schopfgibbon, dessen Bestand auf weniger als 50 Tiere geschätzt wird. Aber auch die anderen Arten werden von der IUCN als stark gefährdet oder gefährdet gelistet.